# 龍居松之助
龍居 松之助（たつい まつのすけ、1884年1月9日 - 1961年2月16日）は、日本の造園史家、造園家、教育者、文筆家。日本文化史及び造園史の教育にすごした。造園家の龍居竹之介は子息。

## 来歴・人物
1884年（明治17年）、東京市京橋区に生まれる。父は龍居頼三（1856 - 1935）。東京府立第四中学校、学習院高等科を経て、1911年（明治44年）に東京帝国大学文科大学国史学科を卒業する。1917年（大正6年）同大学大学院へ進学し、当初住宅史の研究に従事した。恩師である文学博士の三上参次に加え、建築学者（工学博士）の伊東忠太と関野貞にも師事し、後年の日本造園史家として名を馳せる基礎をつくる。
青山学院高等学部、日本女子大学校国文学部（教授）、早稲田大学理工学部建築学科と早稲田大学付属高等工学校等で教鞭を執る。1924年（大正13年）東京高等造園学校の設立に協力し、のち1931年（昭和6年）同校の校長を務める。日本造園学会、日本造園士会の設立に積極的に参加した。東京高等造園学校は1942年（昭和17年）をもって廃止され、東京農業大学に合併された。同大学には緑地科（後に造園科）が創設され、東京農業大学教授、初代科長となる。1955年（昭和30年）に早稲田大学を退職、1957年（昭和32年）に東京農業大学も退職した。
学校教育における造園教育のほかに、戦前戦後を通じて文化財保護委員会（戦前は史蹟名勝天然記念物保存委員会）専門審議会委員を務め、銀閣寺内東求堂御茶井戸石組復元などの名園施設の保存事業に関わる。特に東京をはじめ、各地方都市の由緒ある日本庭園の公開にあたって綿密な技術的指導に活躍した。
1958年に紫綬褒章受章。
庭園構成の自然材料と日本庭園独自の造園技術にも精通、造園作品も少なくない。おもな作品に、花の碑（隅田公園内）設計、静岡・大観荘庭園（井上卓之とともに）など。多くの著書によって日本文明史を明らかにし日本庭園美を広く紹介、英文での日本庭園書を発刊して海外紹介にも功績があった。

## 著書
- 『鎌倉の史話』アカギ叢書、1914
- 『日本建築史要』アカギ叢書 1914
- 『江戸の巷説』国史講習会 1917
- 『大江戸の思出』大同館書店 1917
- 『文化観日本史』精華書院、1921
- 『庭園研究十五題』国史講習会 1923
- 『日本名園記』嵩山房、1925
- 『庭園研究 庭の造りかた』雄山閣、1925
- 『続庭の造り方』雄山閣、1926
- 『日本式庭園』造園叢書 雄山閣 1928
- 『綜合日本史大系 第10巻 江戸時代 下』内外書籍 1929
- 『日本造庭法秘伝』造園叢書 雄山閣 1929
- 『日本作庭資料』雄山閣 1929
- 『日本式庭園』雄山閣、1931
- 『日本文明史講話』雄山閣、1931
- 『日本庭園史要』雄山閣 1932
- 『女性日本史』章華社 1933
- 『庭園と日本精神』文部省思想局編、日本文化協会出版　日本精神叢書 1936
- 『日本名婦伝』北斗書房、1937
- 『近世の庭園』＜現代叢書＞ 三笠書房、1942
- 『日本庭園史話』大東名著選 大東出版社、1943
- 『茶と家と庭』彰国社 1948
- 『庭園』三省堂百科シリーズ、1955
- 『喜』新樹社 1960
- 『やさしい庭園入門』建築資料研究社 1985

### 共編著
- 『日本名園案内』関倫三郎共編 日本庭園協会 1929
- 『みんなのための憇いの庭』竜居竹之介共著 新樹社 1958
- 『小住宅の庭づくり』竜居竹之介共著 鶴書房 1960